# Revealed Comparative Advantage
Der Revealed Comparative Advantage (RCA, dt. der offenbarte komparative Vorteil) ist ein Index, welcher auf den theoretischen Überlegungen zum komparativen Kostenvorteil von David Ricardo beruht. Er wird auch als Balassa-Index bezeichnet, nach dem ungarisch-amerikanischen Ökonomen Béla Balassa. Der RCA-Index verfolgt das Ziel, den komparativen Kostenvorteil auf nationaler und internationaler Ebene zu messen.
Mit Hilfe des RCA-Koeffizienten können für einzelne Wirtschaftszweige die komparativen Vorteile ermittelt werden. Er ist umso größer, je höher der RCA-Koeffizient ist.
Des Weiteren gibt der RCA-Index Auskunft über die Spezialisierung eines Landes im Außenhandel bei Einbeziehung der Importe. Ermittelt wird die Export-Import-Relation eines Landes in einer bestimmten Warengruppe im Verhältnis zur gesamten Export-Import-Relation dieses Landes. Der Indikator berücksichtigt damit auch, in welchem Umfang es der heimischen Industrie gelingt, sich auf dem Inlandmarkt gegen die ausländische Konkurrenz durchzusetzen.

## Geschichte
Der RCA-Index beruht auf den theoretischen Überlegungen zum komparativen Vorteil von David Ricardo.
Empirische Belege für das klassische Ricardo-Modell lieferten Liesner 1958 und Béla Balassa 1963. Liesner untersuchte in diesem Zusammenhang die europäische Gemeinschaft für Kohle und Stahl (EGKS), Schweden und die britische Industrie. Er untersuchte die komparativen Vorteile anhand von Exporten und Importen von Großbritannien zu Kontinentaleuropa und Schweden in 16 verschiedenen Wirtschaftssektoren von 1953 bis 1956. In seiner Studie kommt er zu dem Ergebnis, dass Unterschiede in Form von Komparativen Vorteilen einzelner Güter zwischen Großbritannien und Kontinentaleuropa existieren. Als weiteres Ergebnis schlussfolgert er, dass Großbritannien von einem Eintritt in die Freihandelszone (EGKS) nur profitieren kann. In diesem Zusammenhang könnte sich Großbritannien auf die Produktion von Gütern spezialisieren, für die das Land komparative Vorteile aufweist. Durch den Beitritt entstünde in Großbritannien ein höherer Lebensstandard. Liesner (1958) gilt mit dieser Studie als einer der Pioniere des RCA-Index.
Der ungarische Ökonom Balassa hat 1963 unmittelbar nach dem Zweiten Weltkrieg die Produktivität und die Exporte der USA und Großbritanniens in 26 Branchen empirisch untersucht und verglichen. Dabei stellte er fest, dass die britische Arbeitsproduktivität in nahezu allen Bereichen hinter der US-amerikanischen zurückblieb. Die USA besaßen also überall einen absoluten Vorteil. Das Gesamtvolumen des Exports war jedoch zwischen beiden Ländern annähernd gleich, sodass es folglich einige Bereiche bzw. Sektoren gegeben haben muss, in denen Großbritannien trotz absolut geringerer Produktivität einen komparativen Vorteil besaß. Diese Studie stellte fest, dass eine gegenüber dem Ausland höhere Produktivität in einer bestimmten Branche allein nicht gewährleistet, dass das betreffende Land die Produkte dieser Branche exportiert. Balassa bewies, dass die US-Exporte die britischen nur in den Branchen übertrafen, in denen der Produktivitätsvorteil der USA mehr als doppelt so groß war. Mit seiner Untersuchung von 1963 verdeutlichte Balassa, dass der Handel nicht von absoluten, sondern von komparativen Vorteilen abhängt.
In seinem Aufsatz von 1965 verdeutlicht Balassa, dass die Feststellung der komparativen Vorteile zwischen Ländern nötig ist. Er verwendete hier erstmals den Begriff des offenbarten komparativen Vorteils, der durch die Handelsströme der betrachteten Länder identifiziert werden kann. Balassa untersuchte dabei den Export verschiedener Länder, darunter den der USA, Kanadas, Westeuropas (Europäische Gemeinschaft für Kohle und Stahl), Schwedens, Großbritannien und Japans. Er verglich dabei das Verhältnis vom Export einer Branche eines Landes zum Gesamtexport dieses Landes und setzte es ins Verhältnis mit diesem selbigen einer Referenzländergruppe. Weiterhin untersuchte er Export-Import-Verhältnisse für verschiedenste Industriegüter von Ländern. Er stellte unter anderem fest, dass die USA und Großbritannien gegenüber allen anderen Ländern einen komparativen Vorteil bei der Produktion elektrischer Generatoren hatten. Japan allerdings hatte einen komparativen Vorteil bei der Produktion von elektrischen Maschinen. Abschließend schlussfolgerte er, dass komparative Vorteile von verschiedensten Faktoren abhängig sind, darunter z. B. der technologische Fortschritt, die Lohnkosten und die Qualität von Produkten.

## Berechnung

### Standardformel nach Balassa
In der Literatur findet man verschiedenste Formeln. Die Standardformel nach Balassa ermittelt den RCA-Index, mit welchem sich der komparative Kostenvorteil sowohl auf nationaler und als auch auf internationaler Ebene berechnen lässt. Mittels der berechneten RCA-Koeffizienten lassen sich die jeweiligen komparativen Vorteile für einen bestimmten Wirtschaftszweig ablesen. Je höher der Koeffizient, umso größer der Vorteil.
Als die Standardformel nach Balassa gilt:
{\displaystyle X_{ij}} steht hierbei für den Export eines Produktes {\displaystyle j} in dem Land {\displaystyle i}. Ist der {\displaystyle RCA_{ij}>1}, so besitzt das Land {\displaystyle i} einen komparativen Vorteil in der Produktion des Gutes {\displaystyle j}. Im Falle eines negativen RCA-Index, d. h. {\displaystyle RCA_{ij}<1}, hat das Land {\displaystyle i} einen komparativen Nachteil in der Produktion des Gutes {\displaystyle j}.
Das bedeutet: je größer der Index, umso bewährter der Vorteil bzw. je niedriger der Index, desto schlechter der Nachteil.

### Weitere Berechnungsformen
In der Literatur lassen sich unterschiedliche Formeln finden, die letztendlich jedoch immer entweder die nationalen und internationalen Exporte oder die Export-Import-Relation eines Sektors (bspw. Lebensmittel) zum gesamten Land ins Verhältnis setzen. Der RCA-Index dient dazu, den komparativen Vorteil abbilden zu können. Um diesen zu erhalten, werden die berechneten Ergebnisse verglichen. Klar sollte hierbei sein, für welche Formel man sich entscheidet. Das hängt u. a. davon ab, was ins Verhältnis gesetzt werden soll.
Die oben beschriebene Standardformel kann auch wie folgt bezeichnet werden:
Dabei ist {\displaystyle i} der nationale Wirtschaftssektor (z. B. Maschinenausfuhren) und {\displaystyle t} sind alle Sektoren, {\displaystyle j} sind die nationalen Gesamtausfuhren und {\displaystyle n} die internationalen Gesamtausfuhren. Es wird also der nationale Sektor durch alle nationalen Exporte DURCH den globalen Sektor durch die Weltexporte geteilt.
Es ergibt sich ein Verhältnis des nationalen Sektoranteils zum internationalen Sektoranteil. Ist der Index größer 1, ist dies ein Indiz für eine Spezialisierung einer regionalen oder nationalen Volkswirtschaft, weil der regionale Sektoranteil relativ größer ist als der internationale Sektoranteil. Ein Index unter 1 indiziert das Gegenteil.
Ebenso findet man in der gängigen Literatur unter anderem auch diese Formel:
{\displaystyle RCA=100\cdot \ln \left({\frac {X_{i}/IM_{i}}{X/IM}}\right)}
Entgegen den beiden vorhergehenden Formeln vergleicht diese Formel nicht die internationalen Exporte mit den nationalen Exporten, sondern nationale Exporte mit Importen. Dabei bezeichnet {\displaystyle X_{i}} und {\displaystyle IM_{i}} die Exporte bzw. Importe des Sektors {\displaystyle i} (beispielsweise der Lebensmittelindustrie). {\displaystyle X} und {\displaystyle IM} bezeichnen die Exporte und Importe des Landes. Ein positiver Wert bedeutet, bei einer ausgeglichenen Handelsbilanz, einen Exportüberschuss. Das heißt, das Land hat im Sektor {\displaystyle i} mehr Waren exportiert als importiert. Wiederum ein negativer RCA-Index bedeutet, dass das Land mehr Waren des Sektors {\displaystyle i} importiert hat. Eine ausgeglichene Handelsbilanz heißt dabei, dass der Nenner gleich 1 ist, dass also die Importe des Landes den Exporten entsprechen. Besteht ein Handelsbilanzüberschuss, die Exporte sind also höher als die Importe, muss die Relation zwischen Exporten und Importen im Sektor {\displaystyle i} größer sein als in der Gesamtwirtschaft, um von einem komparativen Vorteil sprechen zu können. Da der RCA-Index eine bereinigte Größe darstellt, lassen sich die RCA-Werte unterschiedlich großer Länder miteinander vergleichen.
Des Weiteren könnte auch folgende Formel in Betracht gezogen werden:
Auch hier werden die Exporte und die Importe eines bestimmten Sektors {\displaystyle i}, mit den Gesamtexporten ({\displaystyle X_{g}}) und Gesamtimporten ({\displaystyle IM_{g}}) eines Landes verglichen.
{\displaystyle RCA=(G_{i}-A)\cdot \left({\frac {100}{1-A}}\right)}
{\displaystyle G_{i}} stellt dabei den Gütergruppen-Außenhandels-Koeffizienten dar. Dieser wird wie folgt berechnet:
{\displaystyle G_{i}=\left({\frac {X_{i}-IM_{i}}{X_{i}+IM_{i}}}\right)}
Dieser Koeffizient gibt schon an, ob es sich um einen Export- oder Importüberschuss handelt.
Berechnung des aggregierten Außenhandelskoeffizienten {\displaystyle A}:
{\displaystyle A=\left({\frac {X_{g}-IM_{g}}{X_{g}+IM_{g}}}\right)}
Ist die Handelsbilanz ausgeglichen, so wird {\displaystyle A} den Wert 0 annehmen. Gewichtet wird dann die Differenz zwischen {\displaystyle A} und {\displaystyle G_{i}} mit dem Faktor {\displaystyle 100}. Besteht allerdings ein Handelsbilanzüberschuss, so ist {\displaystyle A} größer als 0 und die RCA-Werte der Gütergruppe werden höher gewichtet. Umgekehrt gilt dies für ein Handelsbilanzdefizit.

### Beispiel-Berechnung
Der RCA-Index in Form der Standardformel nach Balassa soll nun am Beispiel der Automobilbranche in Deutschland näher erläutert werden.
Zur einfacheren Veranschaulichung werden nun frei gewählte Zahlen eingesetzt:
Um dieses Ergebnis vergleichen zu können, werden ebenso frei gewählte Werte eines weiteren Landes genutzt. Es wird also angenommen, dass eine Milliarde Autos aus dem Vergleichsland (VGL) in andere Länder exportiert wird und dieses Vergleichsland einen Gesamtexport von 40 Milliarden hat.
Stellt man beide Ergebnisse gegenüber, so hat Deutschland einen Index von 4 und das Vergleichsland ein Index von 2,5. Dies bedeutet, dass Deutschland verglichen mit dem Vergleichsland offenbar einen komparativen Vorteil hat, und somit Deutschland einen offenbarten komparativen Vorteil, in der Herstellung von Autos hat. Generell gibt es bei beiden Ländern einen Vorteil, da die Werte jeweils positiv, also größer 1, sind.
Vergleicht man beide Länder ohne Einbeziehung des Verhältnisses PKW-Exporte der Länder zu Gesamtexporten der Länder, so erhält man für Deutschland einen Index von 0,04 und für das Vergleichsland einen Index von 0,025. Das bestätigt die Verhältnismäßigkeit beider Indexzahlen. Sowohl {\displaystyle {\tfrac {4}{2{,}5}}} als auch {\displaystyle {\tfrac {0{,}04}{0{,}025}}} ergibt 1,6. Deutschland hat einen höheren Index und somit einen offenbarten komparativen Vorteil zum Vergleichsland.

## RCA-Index Deutschlands, Österreichs und der Schweiz in verschiedenen Gütergruppen

### RCA-Index Deutschlands
Die Tabelle zeigt den offenbarten komparativen Vorteil (RCA) Deutschlands in ausgewählten Gütergruppen, von 2002 bis 2008.
| Gütergruppe                     | 2002  | 2003  | 2004  | 2005  | 2006  | 2007  | 2008  |
| ------------------------------- | ----- | ----- | ----- | ----- | ----- | ----- | ----- |
| Kaffee, Tee, Mate und Gewürze   | 0,605 | 0,599 | 0,612 | 0,738 | 0,736 | 0,705 | 0,704 |
| Pharmazeutische Produkte        | 1,126 | 1,186 | 1,433 | 1,545 | 1,592 | 1,619 | 1,715 |
| Getränke, Spirituosen und Essig | 0,583 | 0,590 | 0,583 | 0,666 | 0,687 | 0,657 | 0,699 |
| Baumwolle                       | 0,375 | 0,331 | 0,321 | 0,327 | 0,309 | 0,294 | 0,296 |
| Eisen und Stahl                 | 0,973 | 0,881 | 0,818 | 0,882 | 0,926 | 0,871 | 0,823 |

Alle angegebenen Werte größer als 1, stellen einen komparativen Vorteil für Deutschland dar.
Deutschland hat in den Jahren 2002–2008 mehr pharmazeutische Produkte exportiert als importiert, und somit in dieser Gütergruppe einen komparativen Vorteil. In der Güterguppe Baumwolle hingegen hat Deutschland einen komparativen Nachteil, da die Werte kleiner 1 sind.

### RCA-Index Österreichs
Diese Tabelle zeigt den RCA-Index Österreichs in ausgewählten Grütergruppen in dem Zeitraum von 2002 bis 2008. Dabei bedeutet ein Wert größer 1, dass das Land in dieser Gütergruppe einen offenbarten komparativen Vorteil aufweist.
| Gütergruppe                     | 2002  | 2003  | 2004  | 2005  | 2006  | 2007  | 2008  |
| ------------------------------- | ----- | ----- | ----- | ----- | ----- | ----- | ----- |
| Kaffee, Tee, Mate und Gewürze   | 0,721 | 0,858 | 0,740 | 0,788 | 1,028 | 0,952 | 0,871 |
| Pharmazeutische Produkte        | 1,536 | 1,418 | 1,198 | 1,501 | 1,596 | 1,539 | 1,619 |
| Getränke, Spirituosen und Essig | 1,644 | 2,053 | 2,434 | 2,692 | 2,680 | 2,498 | 2,295 |
| Baumwolle                       | 0,698 | 0,679 | 0,593 | 0,561 | 0,503 | 0,522 | 0,539 |
| Eisen und Stahl                 | 1,523 | 1,516 | 1,337 | 1,636 | 1,562 | 1,647 | 1,733 |

### RCA-Index der Schweiz
Die folgende Tabelle zeigt den RCA-Index der Schweiz in ausgewählten Grütergruppen in dem Zeitraum von 2002 bis 2008. Ebenso wie in der zuvor gezeigten Tabelle Österreichs, bedeutet ein Wert größer 1, einen offenbarten komparativen Vorteil des Landes in dieser Gütergruppe.
| Gütergruppe                     | 2002  | 2003  | 2004  | 2005  | 2006  | 2007  | 2008  |
| ------------------------------- | ----- | ----- | ----- | ----- | ----- | ----- | ----- |
| Kaffee, Tee, Mate und Gewürze   | 0,384 | 0,454 | 0,553 | 0,604 | 0,634 | 1,463 | 1,874 |
| Pharmazeutische Produkte        | 5,985 | 6,264 | 6,530 | 7,130 | 7,743 | 6,603 | 7,993 |
| Getränke, Spirituosen und Essig | 0,182 | 0,187 | 0,195 | 0,307 | 0,751 | 0,889 | 1,261 |
| Baumwolle                       | 0,576 | 0,473 | 0,483 | 0,444 | 0,401 | 0,428 | 0,427 |
| Eisen und Stahl                 | 0,281 | 0,290 | 0,286 | 0,289 | 0,303 | 0,294 | 0,283 |

## Anwendungsbeispiele
Im Folgenden sollen nun zwei Unternehmen genannt werden, die den RCA-Index in ihre Berechnungen mit einfließen lassen. Dabei wird deutlich, dass es sich bei diesen Beispielen immer um wirtschaftliche Prognosen aus Daten der Vergangenheit und um die Analyse der Wettbewerbssituation handelt.

### Verwendung des RCA-Index durch die Deutsche Bank
Die Deutsche Bank teilte im Juli 2012 unter der Rubrik „Aktuelle Themen“ einen wirtschaftlichen Ausblick Deutschlands mit. Hierbei bezieht sie sich auf Daten der vergangenen Jahre. Sie geht u. a. auf die Position Deutschlands im Vergleich zum internationalen Handel ein.
Ein Punkt hierbei sind die komparativen Vor- und Nachteile im Dienstleistungshandel in Deutschland. Dazu wird der exportierte Anteil einer Dienstleistungskategorie der gesamten deutschen Exporte ins Verhältnis gesetzt zu den weltweiten Exporten der Kategorie.
Die Deutsche Bank kommt zum Ergebnis, dass seit 1980 im Reiseverkehr ein komparativer Vorteil im internationalen Vergleich besteht. Der Transportdienstleistungssektor hat jedoch zu Beginn der 1990er Jahre ein komparativer Nachteil, welcher sich einige Jahre später zu einem komparativen Vorteil entwickelte. Den Grund hierfür benennt sie mit der Öffnung Osteuropas. Alle weiteren Bereiche des Sektors der Dienstleistungen sind ebenfalls positiv und haben somit einen komparativen Vorteil.

### Verwendung des RCA-Index durch die Bundesbehörden der Schweizerischen Eidgenossenschaft
Im Gegensatz zur Deutschen Bank verwenden die Bundesbehörden der Schweizerischen Eidgenossenschaft den RCA-Index in der Form, dass die Export-Import-Relation ins Verhältnis gesetzt wird. Der Masterplan Cleantech Schweiz, wessen Maßnahmen und Empfehlungen im November 2011 auf der Innovationskonferenz befürwortet wurden, hatte das Ziel, die schweizerische Wirtschaft auf dem weltweiten Wachstumsmarkt von sauberen sowie ressourceneffizienten Technologien zu verbessern.
Der RCA-Index wurde in diesem Masterplan verwendet, um die Außenhandelsstärke der jeweiligen Cleantech-Segmente darzulegen. Hierbei wurde das Export-Import-Verhältnis der einzelnen Cleantech-Sektoren eines Landes verglichen mit dem Export-Import-Verhältnis aller Güter des Landes. Positive Werte stehen für den komparativen Vorteil und somit für eine starke internationale Wettbewerbsposition.
Im Masterplan von 2011 wird deutlich, dass die Cleantech-Sektoren gegenüber allen Gütern der Schweiz, ausgenommen der erneuerbaren Materialien und der nachhaltigen Mobilität, eine über dem Durchschnitt liegende Position bezüglich des RCA-Index aufweisen.
Außerdem ist ersichtlich, dass die Schweiz einen starken Außenhandel insbesondere in den Sektoren Elektrizitätsspeicher, Abfallwirtschaft & Ressourceneffizienz, Umwelttechnologien im engeren Sinn und Energieeffizienz besitzt.
Auch wurde darauf hingewiesen, dass sich die globale Wettbewerbssituation im Zeitraum von 2000 bis 2007 verschlechtert hat, bezogen auf die Vorperiode von 1991 bis 1999.

## Kritik
Die Indices beinhalten die Wirkung tarifärer – etwa Zölle und Subventionen – und nichttarifärer Handelshemmnisse – wie Importquoten oder freiwilligen Exportbeschränkungen –, da sie sich auf tatsächlich beobachtete Zahlen beziehen. So weist beispielsweise ein Wirtschaftssektor eine hohe Wettbewerbsfähigkeit auf, allein aufgrund der Tatsache, dass dieser durch protektionistische Maßnahmen vor ausländischer Konkurrenz geschützt ist. Der Wegfall eines solchen staatlichen Schutzes würde die Wettbewerbsfähigkeit negativ beeinträchtigen. Grund für die Veränderung eines solchen Index können durchaus ein Protektionsabbau oder sich öffnende Märkte sein. Die Wettbewerbssituation eines Sektors oder eines Landes wird anhand von Ist-Zahlen gemessen, jedoch sind diesen keinerlei Inhalte über die Bestimmungsfaktoren der internationalen Wettbewerbsfähigkeit zu entnehmen. Solche kausalen Zusammenhänge zu ermitteln, weist oft eine gewisse Willkürlichkeit auf. Häufig wird zu voreilig eine Verschlechterung der internationalen Wettbewerbsfähigkeit eines Landes unterstellt, aufgrund der Tatsache, dass dabei lediglich Faktoren des Landes benutzt werden, welche die Kosten eines Sektors in diesem Land erhöhen.
Es wird dabei nicht darauf eingegangen, dass es sich bei einem Wirtschaftsprozess um eine dynamische Entwicklung handelt, bei welcher es häufig vorkommt, dass Sektoren schrumpfen oder verlieren, während andere Sektoren wiederum expandieren und eine internationale Wettbewerbsfähigkeit erreichen.
Sollte es sich um mehrere Güter handeln, mangelt es den RCA-Werten an einer konsistenten theoretischen Basis, vor deren Hintergrund diese Werte interpretiert werden können.